# Territorio Federal Cristóbal Colón
El Territorio Federal Cristóbal Colón fue un antiguo territorio federal de Venezuela creado el 27 de abril de 1904 con el objetivo que sirviera de centro de acopio de toda la producción de cacao y café de la península de Paria; comprendía los distritos Mariño y Valdés del estado Sucre y tenía por capital la ciudad de Puerto Cristóbal Colón.

## Historia
Esta entidad, creada por el presidente Cipriano Castro como consecuencua del bloqueo naval sufrido por el país en 1903 y para contrarrestar la amenaza de sus opositores exiliados en la colonia británica de la isla de Trinidad, fue reincorporado en 1909 a su territorio original, formando hasta la actualidad parte del Estado Sucre.